# Vega de Infanzones
Vega de Infanzones es un municipio y lugar español de la provincia de León, en la comunidad autónoma de Castilla y León. El municipio lo conforman las poblaciones de Vega de Infanzones (cabecera), Grulleros y Villadesoto, y cuenta con una población de 839 habitantes (INE 2024).
Perteneció a la antigua Hermandad de Vega con Ardón.

## Geografía

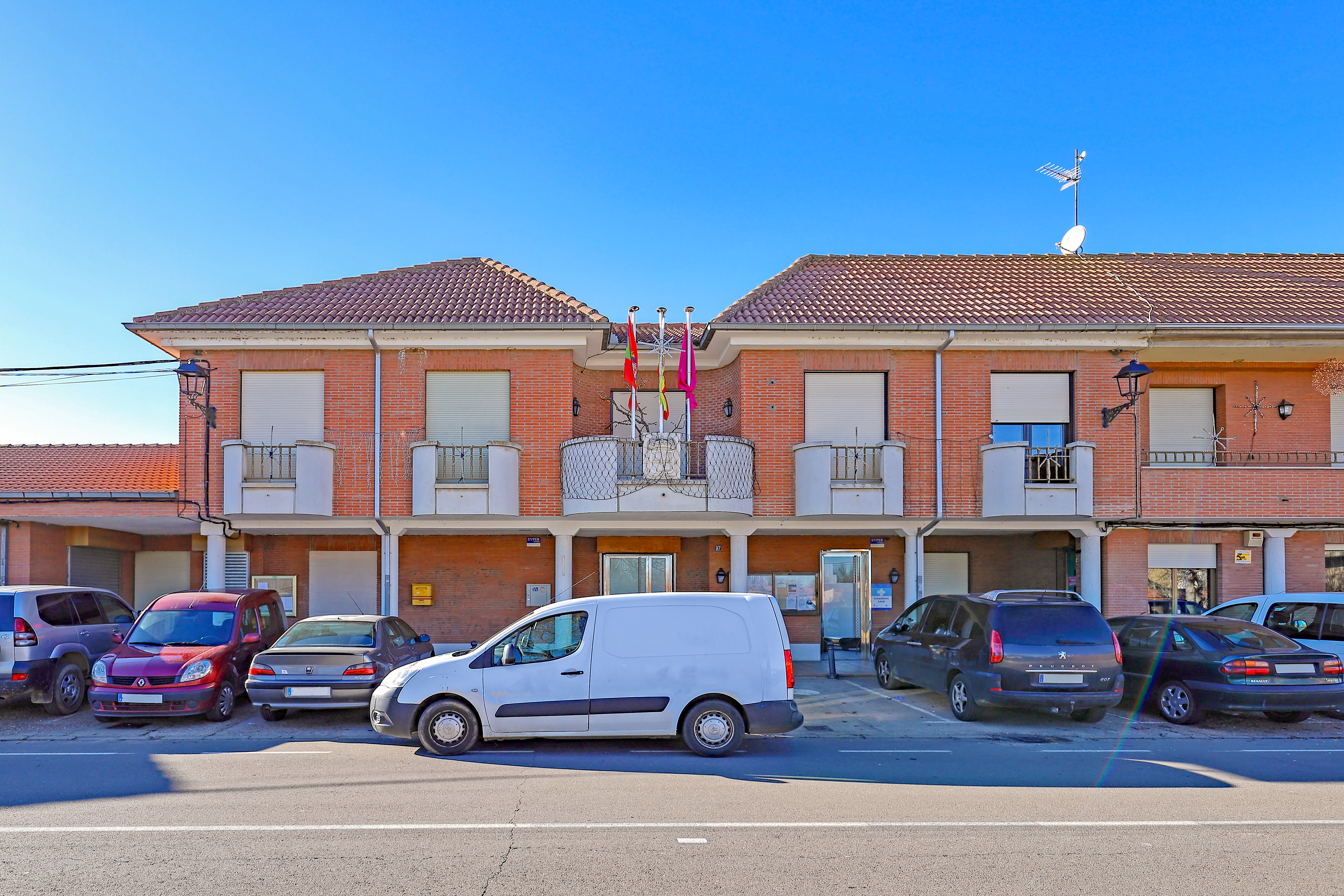
Casa consistorial

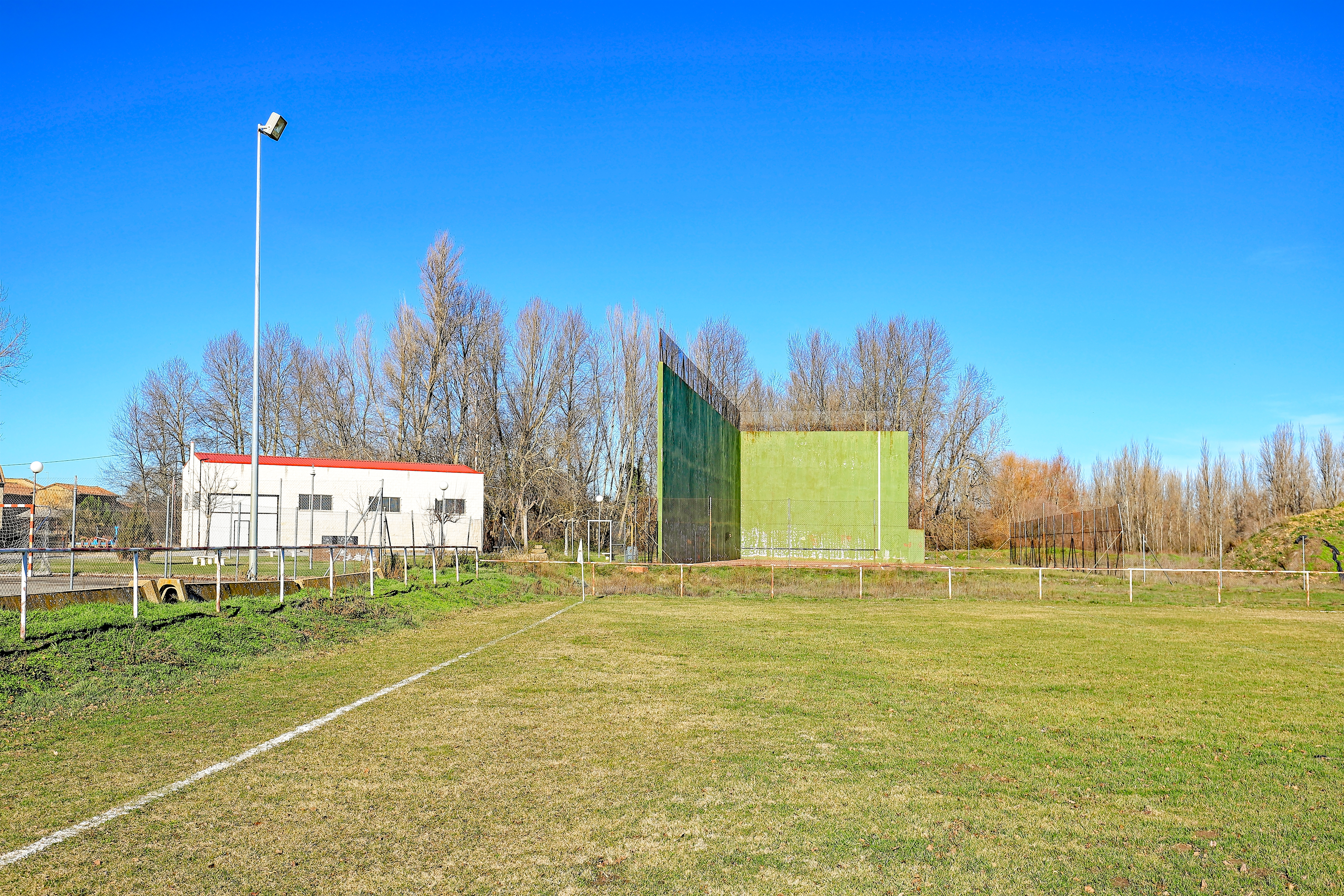
Frontón y campo de fútbol

La localidad de Vega de Infanzones se sitúa sobre la presa del Bernesga que vierte sus aguas al río Bernesga, a una altitud de 780 m s. n. m.
| Noroeste: Onzonilla    | Norte: Onzonilla                           | Noreste: Villaturiel                |
| Oeste: Chozas de Abajo |                                            | Este: Villaturiel                   |
| Suroeste Ardón         | Sur: Chozas de Abajo y Campo de Villavidel | Sureste: Villanueva de las Manzanas |

## Demografía
Cuenta con una población de 839 habitantes (INE 2024).
| Gráfica de evolución demográfica de Vega de Infanzones entre 1857 y 2021 |
| |
| Población de derecho según los censos de población del INE Población de hecho según los censos de población del INE Entre el censo de 1857 y el anterior aparece este municipio porque se segrega de Onzonilla |

## Transporte
Por el pueblo pasa la carretera LE-5518, que comunica la N-630 en la localidad de Ardón con la N-630 en la localidad de León, la LE-6611, que comunica Vega de Infanzones con la LE-512 (Mansilla de las Mulas-Villanueva del Campo).